# Woodhall Spa
Woodhall Spa – wieś w Anglii, w hrabstwie Lincolnshire, w dystrykcie East Lindsey. Leży 24 km na południowy wschód od Lincoln i 183 km na północ od Londynu. 
W 2001 miejscowość liczyła 3657 mieszkańców.